# Газифікація населених пунктів України
Газифікація населених пунктів України активно проводилася у другій половині XX ст.
У 1970 р. було газифіковано 10761 міст, селищ міського типу і сільських населених пунктів. Число газифікованих квартир досягло 4883 тис., що було більше ніж в 1965 р. майже в 2,2 рази. При цьому у міських поселеннях було газифіковано 4029 тис. квартир, а на селі лише 854 тис. квартир, більшість з них мали знижений газ (2522 тис. квартир проти 2361 квартири). У 1971 р. останнім з обласних центрів був газифікований Кіровоград. У наступні роки продовжувалася газифікація населених пунктів. В 1975 р. було газифіковано вже 19273 населених пунктів, 8918 тис. квартир, з них у міських поселеннях – 6189 тис. квартир, в сільських – 2729 тис. квартир. В останньому році десятої п'ятирічки (1976—1980) було газифіковано 11655 тис. квартир у 24290 населених пунктах. Газифіковані квартири у містах і селищах міського типу становили 80% від загальної кількості квартир, а наприкінці 1981 р. – 81%, в той час як в сільській місцевості вони складали лише 61%.
На кінець 80-х років в Україні було газифіковано 5% сіл.
Нині національна акціонерна компанія «Нафтогаз України» продовжує реалізацію Програми газифікації населених пунктів України, розроблену компанією на виконання розпорядження Кабінету Міністрів України «Про добудову підвідних газопроводів».